# Ruggiero Ricci
Ruggiero Ricci (San Bruno, 24 de juliol de 1918 - Palm Springs (Califòrnia), 6 d'agost de 2012) fou un violinista italo-estatunidenc, conegut especialment per les seves interpretacions i enregistraments de les obres de Niccolò Paganini.
Ruggiero Ricci va néixer a San Bruno, Califòrnia, fill d'immigrants italians; va rebre les seves primeres classes de violí del seu pare. El seu germà va ser el violoncel·lista George Ricci (1923–2010). La seva germana Emma va ser violinista al Metropolitan Opera de Nova York.
Als set anys va començar a estudiar amb Louis Persinger i Elizabeth Lackey; Persinger, qui va ser professor del violinista Yehudi Menuhin, es va convertir en el seu pianista acompanyant en molts recitals i enregistraments.
Ricci va fer el seu primer concert en públic a l'edat de 10 anys, a San Francisco; va tocar obres de Henryk Wieniawski i Henri Vieuxtemps. A partir de llavors es va guanyar una reputació de nen prodigi. Als 11 anys va fer el seu primer concert amb orquestra, al qual va tocar el Concert per a violí, de Felix Mendelssohn, i poc després, als 11 anys, va debutar al Carnegie Hall de Nova York.
A la dècada de 1930 Ricci va estudiar a Berlín amb Georg Kulenkampff, on es va familiaritzar amb la tècnica alemanya en la tradició d'Adolf Busch. També va estudiar amb Michel Piastro i Paul Stassevich.
Va servir com a especialista en entreteniment a l'Exèrcit dels Estats Units entre 1942 i 1945.
El 1947 Ricci es va convertir en el primer violinista a enregistrar tots els Capritxos de Paganini, amb la discogràfica Shellac (temps després faria altres tres enregistraments dels capritxos). Després de la seva època en el servei militar, va redescobrir moltes peces de compositors del segle XIX; també va estrenar moltes obres de compositors contemporanis.
A més de realitzar més de 6.000 concerts a 65 països durant els 70 anys de la seva carrera com a solista, Ricci també va gravar més de 500 discos i va fer classes en universitats i escoles com ara la Universitat d'Indiana, l'Escola Juilliard, la Universitat de Míchigan i el Mozarteum de Salzburg (Àustria), i va fer també classes magistrals als Estats Units i a Europa, i va escriure un llibre anomenat Tècnica de la mà esquerra, publicat per G. Schirmer.
Ricci va posseir molts instruments de primer nivell, entre ells un Guarneri del Gesù conegut com l'ex Bronislaw Huberman, un Storioni, un Bellini, un Curtin & Alf, un Bague i un parell de Regazzi. Va gravar per quarta vegada els capritxos de Paganini amb el Guarneri que va ser propietat del mateix Paganini, prestat per la ciutat de Gènova, Itàlia.
El dilluns 6 d'agost de 2012, Ruggiero Ricci va morir a l'edat de 94 anys, segons va informar l'emissora BBC i la revista The Strad, especialitzada en instruments.